# 흑해 전역 (1941년~1944년)
흑해 전역은 1941년부터 1944년까지 제2차 세계 대전 중 흑해와 그 해안 지역에서 추축국과 소련 해군이 지상군을 지원하며 수행한 작전이었다.
흑해 함대는 다른 소련군과 마찬가지로 바르바로사 작전에 기습당했다. 흑해의 추축군 병력은 루마니아와 불가리아 해군 외에 철도와 운하를 통해 해당 지역으로 수송된 독일 및 이탈리아 부대로 구성되었다. 소련은 수상함에서 추축군에 압도적인 우위를 점했지만, 독일의 공중 우세로 인해 이는 효과적으로 상쇄되었고 침몰한 소련 함선 대부분은 폭격으로 파괴되었다. 전쟁 대부분 기간 동안 흑해 함대는 필리프 오탸브르스키 부제독이 지휘했으며, 다른 사령관으로는 레프 블라디미르스키가 있었다.
주요 소련 조선소는 우크라이나 (니콜라예프)와 당시 러시아 소비에트 연방 사회주의 공화국의 일부였던 크림반도의 세바스토폴에 위치했다. 전자는 1941년에 점령되었지만, 후자는 1942년 7월까지 점령되지 않았음에도 (세바스토폴 포위전 (1941년~1942년)) 크림반도 나머지가 1941년에 점령되어 조선소는 대부분 사용할 수 없게 되었다. 미완성된 채 떠 있던 많은 함선들은 생존 함대의 주요 기지가 된 조지아의 항구로 대피했다. 그러나 포티 (조지아)와 같은 이들 항구는 수리 시설이 매우 제한적이어서 소련 함대의 작전 능력을 크게 떨어뜨렸다.

## 소련 해군 전력
1941년 6월 22일, 소련 해군의 흑해 함대는 다음과 같이 구성되었다.
| 함종            | 척수 | 비고/함급                                                                             |
| --------------- | ---- | ------------------------------------------------------------------------------------- |
| 전함            | 1    | 파리지스카야 콤무나                                                                   |
| 순양함          | 6    | 몰로토프, 보로실로프, 체르보나 우크라이나, 크라스니 크림, 크라스니 카프카스, 코민테른 |
| 전단장함        | 3    | 하르코프, 모스크바, 타슈켄트                                                          |
| 구축함 (현대식) | 11   | 6 7형, 5 7U형                                                                         |
| 구축함 (구식)   | 5    | 4 피도니시급 구축함, 1 데르즈키급 구축함                                              |
| 다목적 소형함   | 15   | 2 우라간급, 13 푸가스급                                                               |
| 잠수함          | 44   |                                                                                       |
| 고속어뢰정      | 84   |                                                                                       |

## 추축 해군 전력

### 루마니아 왕국 해군
흑해의 루마니아 해군 병력은 구축함 4척, 어뢰정 6척, 잠수함 8척, 기뢰부설함 3척, 잠수함모함 1척, 포함 3척, 연습선 1척으로 구성되었다.
| 함정                      | 원산지            | 유형                  | 비고                                                            |        |        |
| 구축함                    | 구축함            | 구축함                | 구축함                                                          | 구축함 | 구축함 |
| ------------------------- | ----------------- | --------------------- | --------------------------------------------------------------- | ------ | ------ |
| 마러슈티                  | 이탈리아 왕국     | 구축함                | 루마니아 해군을 위해 이탈리아에서 건조, 1920년 취역             |        |        |
| 마러셰슈티                | 이탈리아 왕국     | 구축함                | 루마니아 해군을 위해 이탈리아에서 건조, 1920년 취역             |        |        |
| 레겔레 페르디난트         | 이탈리아 왕국     | 구축함                | 루마니아 해군을 위해 이탈리아에서 건조, 1930년 취역             |        |        |
| 레기나 마리아             | 이탈리아 왕국     | 구축함                | 루마니아 해군을 위해 이탈리아에서 건조, 1930년 취역             |        |        |
| 어뢰정                    |                   |                       |                                                                 |        |        |
| 널루카                    | 오스트리아-헝가리 | 어뢰정                | 제1차 세계 대전 중 오스트리아-헝가리에서 건조                   |        |        |
| 스보룰                    | 오스트리아-헝가리 | 어뢰정                | 제1차 세계 대전 중 오스트리아-헝가리에서 건조                   |        |        |
| 스메울                    | 오스트리아-헝가리 | 어뢰정                | 제1차 세계 대전 중 오스트리아-헝가리에서 건조                   |        |        |
| 비스콜룰                  | 영국              | 고속어뢰정            | 영국에서 건조, 1940년 취득                                      |        |        |
| 비포룰                    | 영국              | 고속어뢰정            | 영국에서 건조, 1940년 취득                                      |        |        |
| 비젤리아                  | 영국              | 고속어뢰정            | 영국에서 건조, 1940년 취득                                      |        |        |
| 기뢰부설함                |                   |                       |                                                                 |        |        |
| 레겔레 카롤 I             | 영국              | 기뢰부설함/수상기모함 | 1898년 영국에서 건조                                            |        |        |
| 아미랄 무르제스쿠         | 루마니아 왕국     | 기뢰부설함/호위함     | 1938년에서 1941년 사이에 루마니아 갈라티 조선소에서 건조        |        |        |
| 잠수함모함                |                   |                       |                                                                 |        |        |
| 콘스탄차                  | 이탈리아 왕국     | 잠수함모함            | 1927년에서 1931년 사이에 루마니아 해군을 위해 이탈리아에서 건조 |        |        |
| 포함                      |                   |                       |                                                                 |        |        |
| 수블로코테넨트 기쿨레스쿠 | 프랑스            | 포함                  | 제1차 세계 대전 후반에 프랑스에서 건조                          |        |        |
| 유겐 스티히               | 프랑스            | 포함                  | 제1차 세계 대전 후반에 프랑스에서 건조                          |        |        |
| 커피탄 두미트레스쿠       | 프랑스            | 포함                  | 제1차 세계 대전 후반에 프랑스에서 건조                          |        |        |
| 연습선                    |                   |                       |                                                                 |        |        |
| 미르체아                  | 나치 독일         | 연습선                | 1938년 루마니아 해군을 위해 독일에서 건조                       |        |        |
| 잠수함                    |                   |                       |                                                                 |        |        |
| 델피눌                    | 이탈리아 왕국     | 잠수함                | 루마니아 해군을 위해 이탈리아에서 건조, 1936년 취역             |        |        |
| 레히눌                    | 루마니아 왕국     | 잠수함                | 1938년에서 1943년 사이에 루마니아 갈라티 조선소에서 건조        |        |        |
| 마르수이눌                | 루마니아 왕국     | 잠수함                | 1938년에서 1943년 사이에 루마니아 갈라티 조선소에서 건조        |        |        |
| CB-1                      | 이탈리아 왕국     | 소형 잠수함           | 이탈리아 항복 후 1943년 후반에 취득                             |        |        |
| CB-2                      | 이탈리아 왕국     | 소형 잠수함           | 이탈리아 항복 후 1943년 후반에 취득                             |        |        |
| CB-3                      | 이탈리아 왕국     | 소형 잠수함           | 이탈리아 항복 후 1943년 후반에 취득                             |        |        |
| CB-4                      | 이탈리아 왕국     | 소형 잠수함           | 이탈리아 항복 후 1943년 후반에 취득                             |        |        |
| CB-6                      | 이탈리아 왕국     | 소형 잠수함           | 이탈리아 항복 후 1943년 후반에 취득                             |        |        |

### 독일

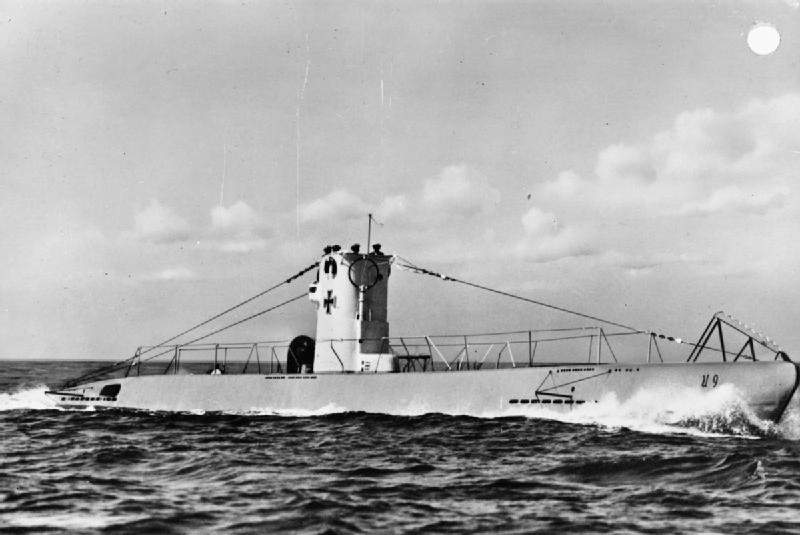
독일 IIB형 U-9 잠수함, 갈라티 조선소에서 전쟁해군을 위해 재조립됨

튀르키예가 제2차 세계 대전 중 중립이었기 때문에 추축국은 보스포루스 해협을 통해 흑해로 군함을 이동시킬 수 없었다. 불과 몇 년 전에 체결된 몽트뢰 협약은 튀르키예가 모든 군사 교통에 대해 해협을 폐쇄할 수 있도록 허용했다. 히틀러는 튀르키예를 제1차 세계 대전에 끌어들이는 데 성공했던 방식과 크게 다르지 않게, 튀르키예에 잠수함 몇 척을 팔아서 합법적으로 흑해로 통과할 수 있도록 제안했다. 튀르키예는 거부했다. 그러나 몇몇 소형 선박들은 북해에서 철도, 도로, 운하 네트워크를 통해 다뉴브강으로 수송되었다. 여기에는 30 U-보트 전단의 IIB형 U-보트 6척이 포함되었는데, 이들은 분해되어 다뉴브강을 따라 루마니아로 운송되었다. 그 후 1942년 후반 루마니아 갈라티 조선소에서 재조립되어 콘스탄차로 보내졌다. 독일군은 또한 10척의 S-보트 (Schnellboote)와 23척의 R-보트 (Räumboote)를 다뉴브강을 통해 수송했으며, 점령된 미콜라이우 조선소에서 무장 바지선과 KT(Kriegstransporter, 문자 그대로 전쟁 수송선)를 건조했다. 일부 선박은 루마니아, 불가리아, 헝가리에서 확보되어 독일의 목적에 사용되도록 개조되었는데, 예를 들어 S-보트 보급선 루마니아, 기뢰부설함 크산텐, 대잠 trawler UJ-115 로시타 등이 있다. 추가 선박들은 독일 또는 현지 조선소에서 건조되거나 소련으로부터 노획되거나, 명목상 상선으로 지중해에서 이전되었다. 총체적으로, 흑해의 독일 해군 병력은 주로 6척의 연안 잠수함, 16척의 S-보트, 23척의 R-보트, 26척의 잠수함 사냥함, 그리고 100척 이상의 MFP 바지선으로 구성되었다. 독일 흑해 함대는 궁극적으로 불가리아가 이탈하기 직전에 자체적으로 파괴되기 전까지 수백 척의 중소형 군함 또는 보조함을 운용했다. 다뉴브강을 통해 탈출할 수 있었던 함선은 극히 소수였다.

### 불가리아, 이탈리아, 헝가리
독일-소련 전쟁에서 불가리아가 중립 지위를 유지했음에도 불구하고, 불가리아 해군은 불가리아 영해에서 소련 잠수함으로부터 추축국 선박을 보호하는 호위 임무에 참여했다. 소규모 불가리아 해군은 주로 구식 어뢰정 4척, 현대식 독일제 고속어뢰정 3척, 네덜란드제 Power형 고속어뢰정 4척, SC-1급 잠수함 추적함 2척, 대잠 고속정 3척으로 구성되었다. 1944년 8월 말에는 14척의 MFP 상륙 바지선이 불가리아로 이전되었다.
독일의 요청으로 이탈리아 해군은 소규모 병력을 흑해로 파견했다. 이는 "독일군이 어떤 독일 전선에서든 이탈리아군에 자발적으로 지원을 요청한 유일한 사례"였다. 파견된 병력은 6척의 MAS 어뢰정, 6척 (원래 4척)의 CB급 소형 잠수함 및 4척의 어뢰정으로 구성되었다.
헝가리는 제1차 세계 대전 이후 내륙국이 되었지만, 일부 헝가리 상선은 다뉴브강을 통해 흑해에 도달할 수 있었다. 헝가리 화물선은 흑해의 추축 해상 수송군의 일부로 운용되었으며, 따라서 크림반도에서 추축군의 철수에 참여했다.

### 크로아티아 해군 군단
크로아티아 해군 군단은 1941년 7월에 창설되었다. 초기에는 독일군 제복을 입은 350명의 장교와 사병으로 구성되었지만, 최종적으로는 900~1,000명으로 늘어났다. 초대 사령관은 안드로 브르클리얀이었고, 나중에 스체판 루메노비치로 교체되었다. 크로아티아가 흑해에 해군 병력을 파견한 목적은 1941년 5월 18일 이탈리아와 체결한 로마 조약에 의해 부과된 아드리아 해군 금지 조항을 회피하기 위함이었다. 이 금지 조항으로 인해 크로아티아 해군(RMNDH)은 사실상 강변 전단으로 제한되었다. 아조프해에 도착하자, 47척의 손상되거나 버려진 어선(대부분 범선)을 찾아내고, 이를 운용하기 위해 현지 러시아 및 우크라이나 선원(대부분 소련 해군 탈영병)을 고용했다. 군단은 나중에 독일 잠수함 사냥함 12척과 해안 포대 하나를 확보했다. 특히 요십 마주라니치 중위는 잠수함 사냥함 UJ2303을 지휘했다.

## 1941년 작전
6월 26일 소련군은 루마니아 도시 콘스탄차를 공격했다. 이 작전 중 구축함 전단장 모스크바는 추축국 해안 포대와 구축함의 포격을 피하다 기뢰에 의해 손실되었다. 흑해 함대는 오데사에 포위된 수비대를 보급하고 10월 말에 상당한 병력(병사 86,000명, 민간인 150,000명)을 대피시켰으나, 그 과정에서 구축함 프룬제와 포함 한 척을 독일 급강하 폭격기에 잃었다. 소련 병원선 아르메니아는 11월 7일 독일 공군에 의해 침몰하여 5000명 이상의 사망자를 냈으며, 이들 대부분은 민간인과 피난 중인 환자였다.
흑해 함대는 세바스토폴에 대한 초기 공격을 격퇴하는 데 중요한 역할을 했다. 12월에는 케르치에 대한 상륙 작전이 있었고, 그 결과 케르치 반도를 탈환했다. 순양함 크라스니 크림을 포함한 해군 분견대는 포격 지원을 위해 세바스토폴에 남아 있었다. 소련 잠수함들은 또한 루마니아와 불가리아 해안의 추축국 선박을 습격하여 29,000 롱톤 (29,000 t)의 선박을 침몰시켰다. 1941년 가을 동안 양측은 흑해 남부에 많은 기뢰밭을 설치했다. 루마니아 방어 기뢰밭은 이 기간 동안 최소 5척의 소련 잠수함을 침몰시켰지만 (M-58, S-34, ShCh-211, M-34, M-59), 이러한 작전 중 추축국은 루마니아 기뢰부설함 레겔레 카롤 I를 잃었다. 이 함선은 소련 잠수함 L-4가 부설한 기뢰에 침몰했다. 함선 침몰 후 이 동일한 기뢰밭에서 5척의 소련 잠수함 중 2척(M-58과 ShCh-211)이 나중에 침몰했고, 1942년에도 또 다른 잠수함이 침몰했다. 총 15척의 소련 잠수함이 전쟁이 끝날 때까지 루마니아 방어 기뢰밭에 의해 침몰했다. 또 다른 루마니아 기뢰부설함인 아우로라는 7월 15일 소련 폭격기에 의해 파괴되어 손실되었다.

## 1942년 작전

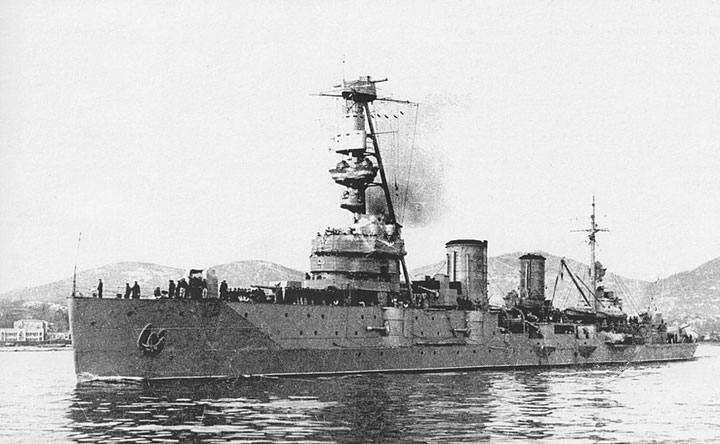
소련 순양함 크라스니 크림이 세바스토폴 포위전 방어에 참여했다

1942년 작전은 세바스토폴 포위전이 주를 이루었다. 겨울 동안 유일한 전함 파리지스카야 콤무나를 포함한 소련 군함들은 세바스토폴 근처에서 화력 지원 및 보급 임무를 수행했다. 소련은 6월 27일까지 보급 임무를 계속했으며, 손실이 심각하여 순양함 체르본나야 우크라이나, 구축함 전단장 타슈켄트 (소련을 위해 이탈리아에서 건조됨), 그리고 현대식 구축함 6척이 포함되었다.
순양함 보로실로프와 구축함들은 5월 케르치 반도 전투에 개입하려 했으나 성공하지 못했고, 소련은 9월 타만 반도의 케르치 해협을 가로지르는 상륙을 막지 못했다. 흑해 함대의 나머지 함선들은 매우 제한적인 시설을 가진 코카서스 항구로 대피했다. 소련 잠수함들은 흑해 서부에서 추축국 선박을 공격하며 활동했다. 불행히도 여기에는 적십자 깃발 아래 항해하던 난민선 스트루마호가 포함되었는데, 출발 전 국제 적십자와 소련에 통보되었음에도 불구하고 예인 중 어뢰 공격을 받았다. 10월 1일 소련 잠수함 M-118은 루마니아 포함 수블로코테넨트 기쿨레스쿠에 의해 폭뢰 공격을 받아 침몰했다.

## 1943년 작전

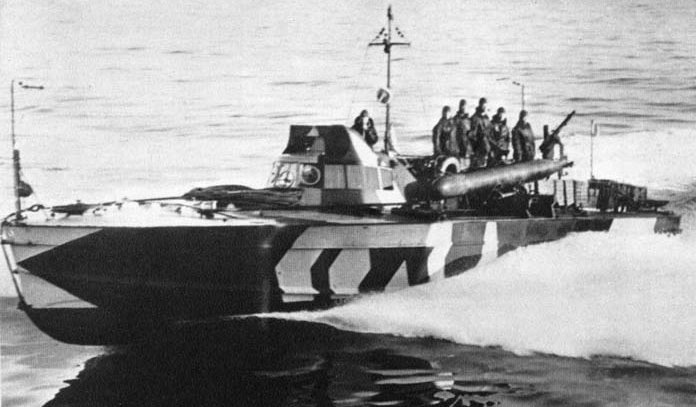
이탈리아 MAS 어뢰정

1943년, 흑해 함대는 다음과 같은 함선으로 축소되었으며, 모두 시설 부족으로 인한 불량한 유지보수로 어려움을 겪었다.
- 전함 세바스토폴
- 순양함 4척 (키로프급 2척 - 몰로토프, 보로실로프 -, 크라스니 크림, 크라스니 카프카스)
- 구축함 전단장 하르코프
- 현대식 구축함 5척 및 구식 구축함 3척
- 잠수함 29척

루마니아 해군은 기뢰부설함으로 개조된 후 1941년 기뢰 부설 시험 중 대잠 포함 레무스 레프리를 잃었다. 잠수함 델피눌은 1942년 말부터 대규모 개장을 시작하여 전쟁이 끝날 때까지 작전에 참여할 수 없었다. 이러한 손실에도 불구하고 루마니아 해군은 1943년에 최고 전력에 도달했다. 현대식 루마니아 건조 잠수함 레히눌과 마르수이눌은 1942년에 완성되었다. 또한, 이탈리아에서 건조된 CB급 소형 잠수함 5척이 1943년 가을에 인수되었으나, 두 척만이 운용 가능하게 되었다. 대잠 프리깃함으로 무장한 개조된 M급 소해정 4척이 그 해 독일 자재로 루마니아에서 건조되었다. 따라서 루마니아 흑해 함대의 주요 작전 함선은 다음과 같았다.
- 구축함 4척 (레겔레 페르디난트급 2척, 마러슈티급 2척)
- 해상 어뢰정 1척 (스보룰)
- 대잠 프리깃함 10척 (아미랄 무르제스쿠, 미하일 코걸니차누급 4척, 사바급 1척, M급 소해정 4척)
- 대잠 코르벳함 5척 (수블로코테넨트 기쿨레스쿠급 3척, 스메울급 2척)
- 잠수함 4척 (마르수이눌, 레히눌, CB급 소형 잠수함 2척)

초기 작전은 노보로시스크의 말라야 젬랴 방어와 일부 해안 포격 및 습격을 포함한 소련의 여러 공격 작전으로 구성되었다. 7월 7일, 루마니아 구축함 마러슈티는 소련 잠수함 M-31을 침몰시켰다. 다른 전선에서 추축군에게 상황이 좋지 않게 돌아가자, 독일군은 9월에 쿠반 교두보를 철수하기 시작했다. 이는 성공적으로 이루어졌다. 하르코프와 두 척의 구축함 스포소브니, 베스포샤드니는 크림반도를 습격하던 중 슈투카스에 의해 침몰했다. 이 손실의 결과로 스탈린은 모든 대형 함선의 사용을 개인적으로 승인할 것을 주장했다. 케르치-엘티겐 작전은 11월에 이어졌다.

## 1944년 작전

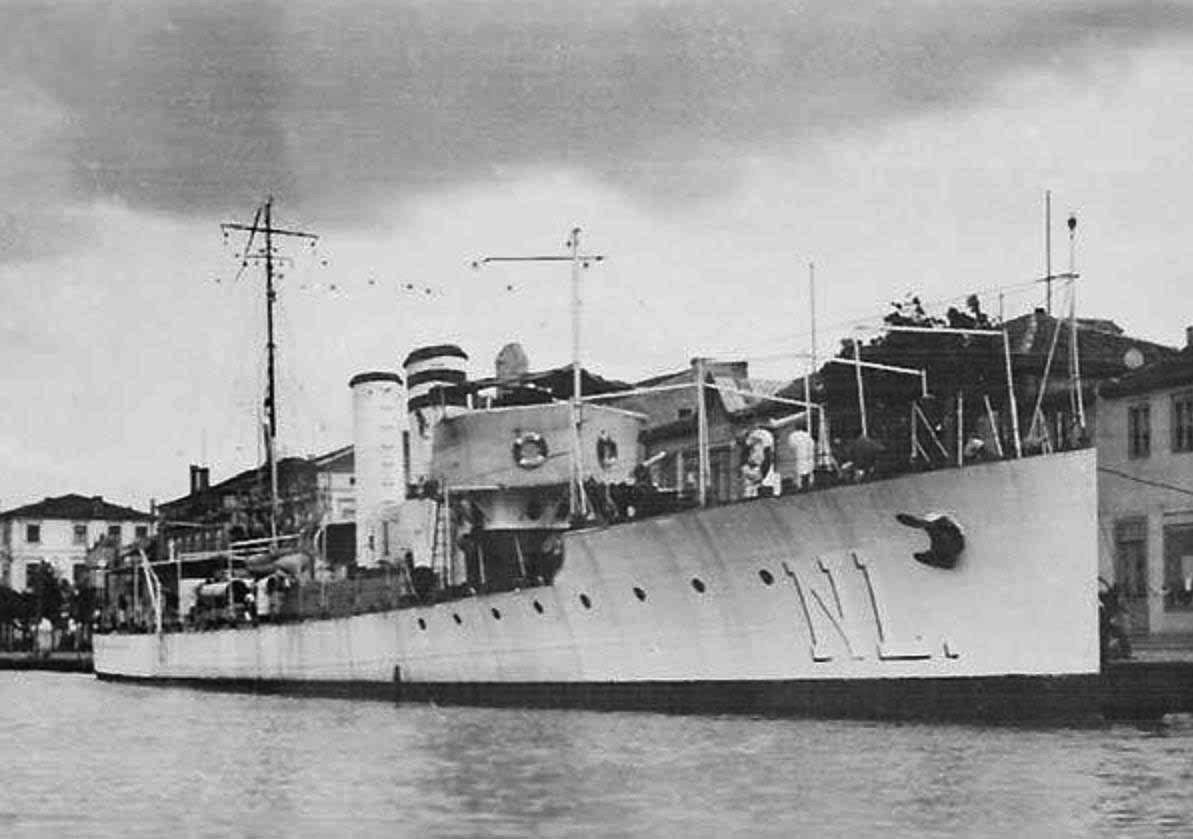
루마니아 어뢰정 널루카, 1944년 8월 20일 소련 항공기에 의해 침몰함

1944년 초까지 소련 수상 함대는 열악한 수리 상태로 인해 사실상 작전 불가능 상태였다. 대부분의 공격 작전은 소형 함정과 소련 해군 항공대에 의해 수행되었다. 육상 상황은 추축군에게 상당히 악화되었다. 3월에 오데사 주변 지역이 해방되면서 추축군 병력이 크림반도에 고립되었다. 세바스토폴 근처의 마지막 추축군 병력은 1944년 5월 9일에 항복했고 상당한 수의 병력이 철수했다. (자세한 내용은 크림 전투 (1944년) 참조). 소련 잠수함은 계속해서 추축군 선박을 공격했다. 그들은 알지 못했지만, 공격당한 선박 중 하나는 유럽에서 유대인 난민을 수송하던 MV 메프퀴레호였다.
1944년 8월 20일, 붉은 공군이 흑해의 주요 추축국 기지에 대규모 공습을 감행했다. 독일 U-보트 U-9와 구식 루마니아 어뢰정 널루카 (전쟁 시작 전 대잠 코르벳함으로 개조됨)를 포함한 여러 목표가 침몰했다. U-18과 U-24는 모두 손상되어 며칠 후 자침되었다. 흑해에서의 해전은 이제 거의 끝났지만, U-보트들은 연료를 소모할 때까지 작동했다. 단 한 번의 공격으로 소련 항공대는 독일 잠수함 병력을 절반으로 줄였지만, 그러한 공격이 더 일찍 이루어졌다면 그 효과는 더 컸을 수도 있었다.

## 같이 보기
- 발트 해 전역 (1939년~1945년)
- 제2차 세계 대전 당시 루마니아 해군
- 루마니아 해군 전투 목록
- 스탈린그라드 전투 중 소련 흑해 함대
- 루마니아 점령 소련 영해 해상 작전

## 참고 문헌
- Ruge, Fredrich - The Soviets as Naval Opponents, 1941-1975 (1979), Naval Press Annapolis ISBN 9780870216763